# Buhl-Lorraine
Buhl-Lorraine é uma comuna francesa na região administrativa de Grande Leste, no departamento de Moselle. Estende-se por uma área de km², com habitantes.